# Агатопод Солунски
Агатопод (на старогръцки: ᾿Αγαθόπους; на гръцки: Αγαθόποδος) е православен светец от III – IV век, почитан в лика на мъчениците. Паметта му се отбелязва в Източноправославната църква на 4 или 5 април.

## Биография
Роден е в III век в големия македонски град Солун, тогава в Римската империя. Живее по времето на императорите Диоклециан и Максимиан. Агатопод става дякон. Пострадва при гоненията срещу християнството при император Максимиан в старините си. По разпореждане на императора градоначалникът на Солун Фаустин заповядва да се арестуват християните и да се заставят да се откажат от вярата си. Агатопод е арестуван заради християнската си вяра заедно с друг християнин в града, четецът Теодул, и им е предложено да принесат жертва на езическите богове. След като отказват многократно, по заповед на Фаустин са удавени в морето. Умират между 303 и 305 година. Теодул и Агатопод са провъзгласени за мъченици и паметта им се чества в един ден.